# Sport Club Corinthians Paulista 2024
Questa voce raccoglie le informazioni riguardanti lo Sport Club Corinthians Paulista nelle competizioni ufficiali della stagione 2024.

## Maglie e sponsor
Il fornitore tecnico per la stagione 2024 è Nike, mentre il main sponsor è Vaidebet.

### Primo semestre
| 1ª divisa | 2ª divisa | 3ª divisa |

### Secondo semestre
Dal 2 maggio 2024 in poi, il Corinthians ha introdotto una nuova 1ª divisa ed una nuova 2ª divisa.
| 1ª divisa | 2ª divisa | 3ª divisa | 4ª divisa |

## Rosa
Dati aggiornati al 11 settembre 2024.
| N. |                      | Ruolo | Calciatore       |
| -- | -------------------- | ----- | ---------------- |
| 1  | Brasile (bandiera)   | P     | Hugo Souza       |
| 2  | Brasile (bandiera)   | D     | Matheuzinho      |
| 3  | Ecuador (bandiera)   | D     | Félix Torres     |
| 4  | Brasile (bandiera)   | D     | Caetano          |
| 5  | Brasile (bandiera)   | D     | André Ramalho    |
| 6  | Ecuador (bandiera)   | D     | Diego Palacios   |
| 7  | Brasile (bandiera)   | C     | Maycon           |
| 8  | Brasile (bandiera)   | C     | Charles          |
| 9  | Brasile (bandiera)   | A     | Yuri Alberto     |
| 10 | Argentina (bandiera) | C     | Rodrigo Garro    |
| 11 | Paraguay (bandiera)  | A     | Ángel Romero     |
| 13 | Brasile (bandiera)   | D     | Gustavo Henrique |
| 14 | Brasile (bandiera)   | C     | Raniele          |
| 16 | Brasile (bandiera)   | A     | Pedro Henrique   |
| 17 | Brasile (bandiera)   | A     | Giovane          |
| 19 | Perù (bandiera)      | A     | André Carrillo   |
| 20 | Brasile (bandiera)   | A     | Pedro Raul       |
| 21 | Brasile (bandiera)   | D     | Matheus Bidu     |
| 22 | Spagna (bandiera)    | A     | Héctor Hernández |
| 23 | Brasile (bandiera)   | D     | Fagner ()        |
| 25 | Brasile (bandiera)   | D     | Cacá             |
| 27 | Brasile (bandiera)   | C     | Breno Bidon      |
| 30 | Brasile (bandiera)   | C     | Matheus Araújo   |
| 31 | Brasile (bandiera)   | C     | Kayke Ferrari    |

| N. |                        | Ruolo | Calciatore       |
| -- | ---------------------- | ----- | ---------------- |
| 32 | Brasile (bandiera)     | P     | Matheus Donelli  |
| 33 | Brasile (bandiera)     | C     | Ruan             |
| 35 | Brasile (bandiera)     | C     | Léo Mana         |
| 37 | Brasile (bandiera)     | C     | Ryan             |
| 43 | Brasile (bandiera)     | A     | Talles Magno     |
| 46 | Brasile (bandiera)     | D     | Hugo             |
| 49 | Brasile (bandiera)     | C     | Yago             |
| 70 | Venezuela (bandiera)   | C     | José Martínez    |
| 77 | Brasile (bandiera)     | C     | Igor Coronado    |
| 80 | Brasile (bandiera)     | C     | Alex Santana     |
| 94 | Paesi Bassi (bandiera) | A     | Memphis Depay    |
| 5  | Argentina (bandiera)   | C     | Fausto Vera      |
| 8  | Brasile (bandiera)     | C     | Paulinho         |
| 10 | Paraguay (bandiera)    | C     | Matías Rojas     |
| 12 | Brasile (bandiera)     | P     | Cássio           |
| 19 | Brasile (bandiera)     | A     | Gustavo Mosquito |
| 22 | Brasile (bandiera)     | P     | Carlos Miguel    |
| 26 | Brasile (bandiera)     | D     | Biro             |
| 29 | Brasile (bandiera)     | A     | Arthur Sousa     |
| 34 | Brasile (bandiera)     | D     | Raul Gustavo     |
| 36 | Brasile (bandiera)     | A     | Wesley           |
| 44 | Brasile (bandiera)     | C     | Gabriel Moscardo |
| 47 | Brasile (bandiera)     | D     | João Pedro       |

## Calciomercato
Dati aggiornati al 11 settembre 2024.

### Sessione invernale
| Acquisti         | Acquisti         | Acquisti            | Acquisti                   |
| R.               | Nome             | da                  | Modalità                   |
| ---------------- | ---------------- | ------------------- | -------------------------- |
| C                | Raniele          | Cuiabá              | definitivo (2,5 milioni €) |
| D                | Diego Palacios   |                     | definitivo (svincolato)    |
| C                | Rodrigo Garro    | Talleres (C)        | definitivo (6 milioni $)   |
| D                | Hugo             |                     | definitivo (svincolato)    |
| D                | Félix Torres     | Santos Laguna       | definitivo (6,5 milioni $) |
| D                | Gustavo Henrique |                     | definitivo (svincolato)    |
| C                | Maycon           | Šachtër Donec'k     | rinnovo prestito           |
| C                | Ruan             | Metropolitano       | rinnovo prestito           |
| C                | Gabriel Moscardo | Paris Saint-Germain | prestito                   |
| A                | Pedro Raúl       | Toluca              | definitivo (5 milioni $)   |
| D                | Matheuzinho      | Flamengo            | definitivo (4 milioni €)   |
| C                | Igor Coronado    |                     | definitivo (svincolato)    |
| A                | Pedro Henrique   | Internacional       | definitivo (500 mila $)    |
| D                | Cacá             | Tokushima Vortis    | prestito                   |
| Altre operazioni |                  |                     |                            |
| R.               | Nome             | da                  | Modalità                   |
| A                | Franco Delgado   | Danubio             | definitivo                 |

| Cessioni         | Cessioni         | Cessioni              | Cessioni                           |
| R.               | Nome             | a                     | Modalità                           |
| ---------------- | ---------------- | --------------------- | ---------------------------------- |
| D                | Fábio Santos     |                       | ritiro                             |
| D                | Gil              |                       | definitiva (fine contratto)        |
| C                | Giuliano         |                       | definitiva (fine contratto)        |
| C                | Renato Augusto   |                       | definitiva (fine contratto)        |
| A                | Felipe Augusto   | Cercle Bruges         | definitiva (3 milioni €)           |
| D                | Bruno Mendez     |                       | definitiva (svincolato)            |
| C                | Victor Cantillo  |                       | definitiva (fine contratto)        |
| A                | Pedrinho         | Zenit San Pietroburgo | definitiva (9 milioni €)           |
| D                | Léo Santos       |                       | definitiva (fine contratto)        |
| A                | Jonathan Cafù    |                       | definitiva (fine contratto)        |
| C                | Maycon           | Šachtër Donec'k       | fine prestito                      |
| C                | Ruan             | Metropolitano         | fine prestito                      |
| D                | Lucas Veríssimo  | Benfica               | fine prestito                      |
| C                | Roni             | Atl. Goianiense       | prestito                           |
| C                | Gabriel Moscardo | Paris Saint-Germain   | definitiva (20 milioni €)          |
| D                | Rafael Ramos     | Ceará                 | prestito                           |
| Altre operazioni |                  |                       |                                    |
| R.               | Nome             | a                     | Modalità                           |
| P                | Ivan             | Internacional         | definitiva                         |
| C                | Luis Mandaca     |                       | definitiva (rescissione contratto) |
| A                | Rodrigo Varanda  |                       | definitiva (fine contratto)        |

### Sessione estiva
| Acquisti         | Acquisti         | Acquisti           | Acquisti                      |
| R.               | Nome             | da                 | Modalità                      |
| ---------------- | ---------------- | ------------------ | ----------------------------- |
| C                | Alex Santana     | Athl. Paranaense   | definitivo (2,5 milioni $)    |
| C                | José Martínez    | Philadelphia Union | definitivo (1,8 milioni €)    |
| C                | Charles          | Midtjylland        | definitivo (1,6 milioni €)    |
| P                | Hugo Souza       | Flamengo           | prestito oneroso (200 mila €) |
| D                | André Ramalho    |                    | definitivo (svincolato)       |
| A                | Héctor Hernández |                    | definitiva (svincolato)       |
| A                | André Carrillo   |                    | definitiva (svincolato)       |
| A                | Talles Magno     | New York City      | prestito                      |
| A                | Memphis Depay    |                    | definitiva (svincolato)       |
| A                | Léo Natel        | Melbourne City     | rientro prestito              |
| Altre operazioni |                  |                    |                               |
| R.               | Nome             | da                 | Modalità                      |
|                  |                  |                    |                               |

| Cessioni         | Cessioni         | Cessioni            | Cessioni                                        |
| R.               | Nome             | a                   | Modalità                                        |
| ---------------- | ---------------- | ------------------- | ----------------------------------------------- |
| A                | Wesley           | Al-Nassr            | definitiva (18 milioni €)                       |
| C                | Fausto Vera      | Atlético Mineiro    | definitivo (4,5 milioni €)                      |
| P                | Carlos Miguel    | Nottingham Forest   | definitiva (4 milioni €)                        |
| D                | Raul Gustavo     | Ferencváros         | definitiva (180 mila €)                         |
| A                | Gustavo Mosquito |                     | definitivo (svincolato)                         |
| P                | Cássio           |                     | definitiva (rescissione contratto)              |
| A                | Léo Natel        | Pafos               | definitivo (?)                                  |
| A                | Biro             | Sharjah             | prestito con diritto di riscatto (2,5 milioni $ |
| C                | Matías Rojas     |                     | definitiva (rescissione contratto)              |
| C                | Paulinho         |                     | definitiva (fine contratto)                     |
| C                | Gabriel Moscardo | Paris Saint-Germain | fine prestito                                   |
| D                | João Pedro       | Ceará               | prestito                                        |
| A                | Arthur Sousa     |                     | definitiva (rescissione contratto)              |
| Altre operazioni |                  |                     |                                                 |
| R.               | Nome             | a                   | Modalità                                        |
| C                | Pedrinho         |                     | definitiva (?)                                  |

## Risultati
Dati aggiornati al 5 dicembre 2024.

### Paulistão

#### Fase a gironi
| Arbitro: | Scarascati |

|            |           |  |
| Romero 28’ | Marcatori |  |

| Arbitro: | Candançan |

|                |           |  |
| Léo Duarte 87’ | Marcatori |  |

| Arbitro: | Gobi |

|              |           |  |
| Silvinho 26’ | Marcatori |  |

| Arbitro: | Araújo |

|                    |           |                              |
| Arthur Sousa 90+1’ | Marcatori | 20’ Calleri 51’ Luiz Gustavo |

| Arbitro: | Candançan |

|                  |           |                                       |
| Yuri Alberto 72’ | Marcatori | 45+2’ Jenison 48’ Jenison 58’ Jenison |

| Arbitro: | de Souza |

|                  |           |  |
| João Schmidt 23’ | Marcatori |  |

| Arbitro: | de Oliveira |

|                                    |           |  |
| Maycon 44’ (rig.) Yuri Alberto 78’ | Marcatori |  |

| Arbitro: | dos Santos |

|            |           |                                                  |
| Maciel 40’ | Marcatori | 9’ Romero 55’ Romero 58’ Wesley 78’ Yuri Alberto |

| Arbitro: | Claus |

|                       |           |                               |
| Endrick 44’ López 67’ | Marcatori | 87’ Yuri Alberto 90+10’ Garro |

| Arbitro: | Candançan |

|  |           |              |
|  | Marcatori | 6’ Iago Dias |

| Arbitro: | de Souza |

|                                              |           |                            |
| Maycon 33’ Yuri Alberto 73’ Pedro Raúl 90+5’ | Marcatori | 90’ Bruno Michel 87’ Lohan |

| Diadema 10 marzo 2024, ore 16:00 UTC-3 12ª giornata | Água Santa  | 0 – 0 referto | Corinthians | Distrital do Inamar (7 261 spett.)\| Arbitro: \| de Oliveira \| |
| Arbitro:                                            | de Oliveira |               |             |                                                                 |

Classificandosi al 3º posto nel Gruppo C, il Corinthians ha concluso la sua partecipazione al Paulistão nella fase a gironi.

### Brasileirão
| San Paolo 14 aprile 2024, ore 16:00 UTC-3 1ª giornata | Corinthians | 0 – 0 referto | Atlético Mineiro | Neo Química Arena (44 597 spett.)\| Arbitro: \| da Cruz \| |
| Arbitro:                                              | da Cruz     |               |                  |                                                            |

| Arbitro: | Araújo |

|                                   |           |  |
| Jean Carlos 53’ Lucas Barbosa 59’ | Marcatori |  |

| Arbitro: | Klein |

|            |           |  |
| Vitinho 5’ | Marcatori |  |

| Arbitro: | Abatti |

|                                  |           |  |
| Wesley 40’ Wesley 45+2’ Cacá 47’ | Marcatori |  |

| San Paolo 4 maggio 2024, ore 21:00 UTC-3 5ª giornata | Corinthians | 0 – 0 referto | Fortaleza | Neo Química Arena (42 678 spett.)\| Arbitro: \| de Lima \| |
| Arbitro:                                             | de Lima     |               |           |                                                            |

| Arbitro: | Abatti |

|                      |           |  |
| Pedro 20’ Lorran 63’ | Marcatori |  |

| Arbitro: | Daronco |

|  |           |                   |
|  | Marcatori | 59’ Júnior Santos |

| Arbitro: | Zanovelli |

|                                      |           |                                   |
| Cacá 66’ (aut.) Shaylon 90+2’ (rig.) | Marcatori | 15’ Yuri Alberto 62’ Yuri Alberto |

| Arbitro: | Abatti |

|                                          |           |                                |
| Igor Coronado 31’ Gustavo Mosquito 45+3’ | Marcatori | 4’ Lucas Moura 41’ (aut.) Cacá |

| Arbitro: | Magalhães |

|            |           |  |
| Wesley 42’ | Marcatori |  |

| Arbitro: | de Lima |

|               |           |            |
| Christian 45’ | Marcatori | 90+2’ Cacá |

| Arbitro: | Junior |

|                  |           |            |
| Matheus Bidu 85’ | Marcatori | 5’ Marllon |

| Arbitro: | Daronco |

|                                  |           |  |
| Raphael Veiga 53’ Vitor Reis 57’ | Marcatori |  |

| Arbitro: | Bauermann |

|                                   |           |                                      |
| Garro 26’ Garro 43’ Giovane 90+5’ | Marcatori | 37’ Alerrandro 86’ (rig.) Alerrandro |

| Arbitro: | Stefano |

|                                                    |           |  |
| Matheus Pereira 6’ Barreal 45+5’ Gabriel Veron 48’ | Marcatori |  |

| Arbitro: | Klein |

|                              |           |  |
| Lucas Piton 55’ Sforza 90+5’ | Marcatori |  |

| Arbitro: | Pinheiro |

|                     |           |               |
| Romero 54’ Cacá 62’ | Marcatori | 41’ Claudinho |

| Arbitro: | de Lima |

|  |           |            |
|  | Marcatori | 37’ Romero |

| Arbitro: | Stefano |

|                                   |           |                               |
| Yuri Alberto 25’ (rig.) Garro 87’ | Marcatori | 2’ Rodrigo Ely 76’ Villasanti |

| Arbitro: | Araújo |

|                                 |           |                  |
| Hulk 32’ (rig.) Hulk 85’ (rig.) | Marcatori | 39’ Yuri Alberto |

| Arbitro: | Torezin |

|                    |           |                 |
| Pedro Henrique 48’ | Marcatori | 4’ Alan Ruschel |

| Arbitro: | de Lima |

|                    |           |             |
| Talles Magno 90+4’ | Marcatori | 39’ Helinho |

| Rio de Janeiro 17 agosto 2024, ore 21:00 UTC-3 23ª giornata | Fluminense | 0 – 0 referto | Corinthians | Maracanã (30 475 spett.)\| Arbitro: \| Machado \| |
| Arbitro:                                                    | Machado    |               |             |                                                   |

| Arbitro: | de Lima |

|             |           |  |
| Pikachu 77’ | Marcatori |  |

| Arbitro: | Abatti |

|                             |           |                  |
| Talles Magno 26’ Romero 60’ | Marcatori | 37’ (rig.) Pedro |

| Arbitro: | Daronco |

|                              |           |                  |
| Luiz Henrique 39’ Almada 67’ | Marcatori | 63’ (rig.) Garro |

| Arbitro: | de Araujo |

|                                   |           |  |
| Romero 45+4’ Romero 55’ Garro 83’ | Marcatori |  |

| Arbitro: | Klein |

|                                                  |           |                  |
| Lucas Moura 45+7’ Arboleda 75’ André Silva 90+8’ | Marcatori | 83’ Yuri Alberto |

| Arbitro: | Torezin |

|                                         |           |                                    |
| Yuri Alberto 3’ Yuri Alberto 73’ (rig.) | Marcatori | 17’ Bernabei 90+4’ Ricardo Mathias |

| Arbitro: | Sampaio |

|                                                              |           |                     |
| Matheuzinho 5’ Cacá 18’ Depay 55’ Garro 66’ Yuri Alberto 78’ | Marcatori | 30’ Nikão 39’ Erick |

| Arbitro: | Arleu |

|  |           |                  |
|  | Marcatori | 44’ (rig.) Depay |

| Arbitro: | Sampaio |

|                            |           |  |
| Garro 41’ Yuri Alberto 56’ | Marcatori |  |

| Arbitro: | Araújo |

|               |           |                            |
| Alerrandro 9’ | Marcatori | 24’ Yuri Alberto 69’ Depay |

| Arbitro: | Pinheiro |

|                            |           |           |
| Depay 11’ Yuri Alberto 16’ | Marcatori | 35’ Kaiki |

| Arbitro: | Lacerda |

|                                          |           |               |
| Gustavo Henrique 11’ Garro 15’ Garro 24’ | Marcatori | 76’ Rodríguez |

| Arbitro: | Lima Barbosa |

|                         |           |                                                                |
| Bolasie 30’ Bolasie 38’ | Marcatori | 62’ Garro 65’ Matheus Bidu 83’ Yuri Alberto 90+3’ Yuri Alberto |

| Arbitro: | Arleu |

|                                        |           |  |
| Depay 12’ Yuri Alberto 45+4’ Depay 61’ | Marcatori |  |

| Arbitro: | Zanovelli |

|  |           |                                                   |
|  | Marcatori | 45+1’ (rig.) Yuri Alberto 88’ Charles 90+4’ Depay |

Classificandosi al 7º posto nella classifica del Brasileirão, il Corinthians ha ottenuto l'accesso ai turni preliminari di qualificazione alla Copa Libertadores 2025.

### Copa Sudamericana
Il Corinthians ha cominciato la sua partecipazione alla Copa Sudamericana a partire dalla fase a gironi. Dal sorteggio, effettuato il 18 marzo 2024 presso la sede della CONMEBOL a Luque (Paraguay), il Corinthians è stato aggregato nel Gruppo F con l'Argentinos Juniors (Argentina), il Racing Club de Montevideo (Uruguay) e il Club Nacional (Paraguay).

#### Fase a gironi
Il Corinthians è stato aggregato al gruppo F di Copa Sudamericana, insieme ad Argentinos Juniors, Nacional di Asuncion e Racing de Montevideo.
| Arbitro: | Hinestroza |

|            |           |                  |
| Alaniz 85’ | Marcatori | 69’ Yuri Alberto |

| Arbitro: | Ospina |

|                                                       |           |  |
| Romero 22’ Yuri Alberto 64’ Romero 73’ Pedro Raúl 89’ | Marcatori |  |

| Arbitro: | Maza |

|          |           |  |
| Verón 2’ | Marcatori |  |

| Arbitro: | Arteaga |

|  |           |                                    |
|  | Marcatori | 75’ Yuri Alberto 90+6’ Matheuzinho |

| Arbitro: | González |

|                                                        |           |  |
| Yuri Alberto 9’ Wesley 41’ Yuri Alberto 43’ Vera 90+2’ | Marcatori |  |

| Arbitro: | Pérez |

|                                              |           |  |
| Garro 22’ Yuri Alberto 25’ Igor Coronado 58’ | Marcatori |  |

Classificandosi al 1º posto nel gruppo F, il Corinthians si è qualificato direttamente agli ottavi di finale di Copa Sudamericana.

#### Ottavi di finale
| Arbitro: | González |

|             |           |                             |
| Helinho 56’ | Marcatori | 6’ Giovane 14’ Talles Magno |

| Arbitro: | Rojas |

|                                                                              |                      |                                                                                         |
| Garro 24’                                                                    | Marcatori            | 72’ Eduardo Sasha 76’ Luan Cândido                                                      |
| Garro André Ramalho Matheus Bidu Pedro Henrique Wesley Ryan Gustavo Henrique | Tiri di rigore 5 – 4 | Eduardo Sasha Lucas Evangelista Luan Cândido Borbas Gustavinho Douglas Mendes Guilherme |

Permanendo il risultato di parità (3-3) dopo la fine dei tempi regolamentari, sono stati necessari i calci di rigore dai quali è uscito vincitore il Corinthians, che in tal modo ha battuto il Red Bull Bragantino e si è qualificato ai quarti di finale di Copa Sudamericana.

#### Quarti di finale
| Arbitro: | Herrera |

|  |           |                                      |
|  | Marcatori | 40’ Igor Coronado 90+1’ Yuri Alberto |

| Arbitro: | Maza |

|                                                 |           |  |
| Romero 55’ Igor Coronado 59’ Pedro Henrique 81’ | Marcatori |  |

Con il risultato aggregato di 5-0, il Corinthians ha eliminato il Fortaleza e si è qualificato alle semifinali di Copa Sudamericana.

#### Semifinali
| Arbitro: | Tejera |

|                                   |           |                        |
| Yuri Alberto 11’ Yuri Alberto 33’ | Marcatori | 6’ Salas 54’ Martirena |

| Arbitro: | González |

|                                  |           |                 |
| Quintero 36’ (rig.) Quintero 39’ | Marcatori | 6’ Yuri Alberto |

Con il risultato aggregato di 3-4 in suo sfavore, il Corinthians è stato eliminato dal Racing de Avellaneda nelle semifinali di Copa Sudamericana.

### Copa do Brasil
Il Corinthians ha cominciato la sua partecipazione alla Copa do Brasil a partire dal primo turno. Dal sorteggio, effettuato il 30 gennaio 2024, il Corinthians è stato accoppiato al Cianorte.

#### Primo turno
| Arbitro: | da Silva |

|  |           |                                 |
|  | Marcatori | 2’ Wesley 31’ Romero 63’ Romero |

Con la vittoria per 3-0 sul Cianorte, il Corinthians si è qualificato al secondo turno di Copa do Brasil.

#### Secondo turno
| Arbitro: | Bráulio da Silva Machado |

|                                       |           |  |
| 6’ (rig.) Yuri Alberto 26’ Pedro Raúl | Marcatori |  |

Con la vittoria per 2-0 sul São Bernardo, il Corinthians si è qualificato al terzo turno di Coppa del Brasile.

#### Terzo turno
| Arbitro: | Barbosa |

|              |           |                    |
| Norberto 13’ | Marcatori | 30’ Bidon 63’ Cacá |

| Arbitro: | Torezin |

|                             |           |               |
| Yuri Alberto 42’ Cacá 90+1’ | Marcatori | 52’ Wenderson |

Con il punteggio aggregato di 4-3, il Corinthians ha eliminato l'América de Natal e si è qualificato agli ottavi di finale di Coppa del Brasile.

#### Ottavi di finale
Dal sorteggio degli ottavi di finale, avvenuto il 18 luglio 2024, il Corinthians è stato accoppiato al Grêmio.
| San Paolo 31 luglio 2024, ore 21:30 UTC-3 Ottavi di finale (andata) | Corinthians | 0 – 0 referto | Grêmio | Arena Neo Quimica (43 315 spett.)\| Arbitro: \| Henrique \| |
| Arbitro:                                                            | Henrique    |               |        |                                                             |

| Arbitro: | de Araújo |

|                                    |                      |                              |
| Reinaldo Edenílson Cristaldo Pavón | Tiri di rigore 1 – 3 | Romero André Ramalho Giovane |

Permanendo il risultato di pareggio (0-0) dopo la fine dei tempi regolamentari, sono stati necessari i calci di rigore dai quali è uscito vincitore il Corinthians, che in tal modo ha battuto il Gremio e si è qualificato ai quarti di finale di Copa do Brasil.

#### Quarti di finale
Dal sorteggio degli ottavi di finale, avvenuto il 20 agosto 2024, il Corinthians è stato accoppiato alla Juventude.
| Arbitro: | Zanovelli |

|                              |           |                        |
| Carrillo 67’ Danilo Boza 87’ | Marcatori | 90+3’ Gustavo Henrique |

| Arbitro: | Magalhães |

|                                                     |           |                       |
| Romero 29’ Zé Marcos 82’ (aut.) André Ramalho 90+7’ | Marcatori | 41’ (aut.) Hugo Souza |

Con il punteggio aggregato di 4-3, il Corinthians ha eliminato la Juventude e si è qualificato alle semifinali di Coppa del Brasile.

#### Semifinali
| Arbitro: | Sampaio |

|                 |           |  |
| Alex Sandro 32’ | Marcatori |  |

| San Paolo 20 ottobre 2024, ore 16:00 UTC-3 Semifinali (ritorno) | Corinthians | 0 – 0 (tot: 0-1) referto | Flamengo | Arena Neo Quimica (46 420 spett.)\| Arbitro: \| Daronco \| |
| Arbitro:                                                        | Daronco     |                          |          |                                                            |

Con il risultato aggregato di 1-0 in favore del Flamengo, il Corinthians è stato eliminato alle semifinali di Copa do Brasil.

## Statistiche
Dati aggiornati al 8 dicembre 2024.

### Statistiche di squadra
| Competizione      | P.ti | In casa | In casa | In casa | In casa | In casa | In casa | In trasferta | In trasferta | In trasferta | In trasferta | In trasferta | In trasferta | Totale | Totale | Totale | Totale | Totale | Totale | DR  |
| Competizione      | P.ti | G       | V       | N       | P       | Gf      | Gs      | G            | V            | N            | P            | Gf           | Gs           | G      | V      | N      | P      | Gf     | Gs     | DR  |
| ----------------- | ---- | ------- | ------- | ------- | ------- | ------- | ------- | ------------ | ------------ | ------------ | ------------ | ------------ | ------------ | ------ | ------ | ------ | ------ | ------ | ------ | --- |
| Brasileirāo       | 56   | 19      | 10      | 8       | 1       | 37      | 18      | 19           | 5            | 3            | 11           | 17           | 27           | 38     | 15     | 11     | 12     | 54     | 45     | +9  |
| Paulistāo         | 14   | 6       | 3       | 0       | 3       | 8       | 8       | 6            | 1            | 2            | 3            | 6            | 6            | 12     | 4      | 2      | 6      | 14     | 14     | 0   |
| Copa Sudamericana | 10   | 6       | 5       | 0       | 1       | 17      | 4       | 6            | 3            | 1            | 2            | 8            | 5            | 12     | 8      | 1      | 3      | 25     | 9      | +16 |
| Copa do Brasil    | -    | 4       | 2       | 2       | 0       | 5       | 2       | 6            | 3            | 1            | 2            | 8            | 4            | 10     | 5      | 3      | 2      | 13     | 6      | +7  |
| Totale            | -    | 35      | 20      | 10      | 5       | 67      | 32      | 37           | 12           | 7            | 18           | 39           | 42           | 72     | 32     | 17     | 23     | 106    | 74     | +32 |

### Andamento in campionato

#### Brasileirão
| Giornata  | 1  | 2  | 3  | 4  | 5  | 6  | 7  | 8  | 9  | 10 | 11 | 12 | 13 | 14 | 15 | 16 | 17 | 18 | 19 | 20 | 21 | 22 | 23 | 24 | 25 | 26 | 27 | 28 | 29 | 30 | 31 | 32 | 33 | 34 | 35 | 36 | 37 | 38 |
| --------- | -- | -- | -- | -- | -- | -- | -- | -- | -- | -- | -- | -- | -- | -- | -- | -- | -- | -- | -- | -- | -- | -- | -- | -- | -- | -- | -- | -- | -- | -- | -- | -- | -- | -- | -- | -- | -- | -- |
| Luogo     | C  | T  | T  | C  | T  | T  | C  | T  | C  | T  | T  | C  | T  | C  | T  | T  | C  | T  | C  | T  | C  | C  | T  | T  | C  | T  | C  | T  | C  | C  | T  | C  | T  | C  | C  | T  | C  | T  |
| Risultato | N  | P  | P  | V  | N  | P  | P  | N  | N  | P  | N  | N  | P  | V  | P  | P  | V  | V  | N  | P  | N  | N  | N  | P  | V  | P  | V  | P  | N  | V  | V  | V  | V  | V  | V  | V  | V  | V  |
| Posizione | 12 | 16 | 18 | 15 | 14 | 16 | 17 | 15 | 16 | 18 | 18 | 18 | 19 | 17 | 17 | 17 | 17 | 14 | 14 | 15 | 18 | 17 | 17 | 18 | 17 | 18 | 17 | 17 | 18 | 17 | 15 | 13 | 11 | 9  | 9  | 8  | 7  | 7  |

Legenda:

Luogo: C = Casa; T = Trasferta. Risultato: R = Rinviata; V = Vittoria; N = Pareggio; P = Sconfitta.

### Statistiche individuali
| Giocatore        | Brasileirão | Brasileirão | Brasileirão | Brasileirão | Paulistão | Paulistão | Paulistão   | Paulistão  | Copa Sudamericana | Copa Sudamericana | Copa Sudamericana | Copa Sudamericana | Copa do Brasil | Copa do Brasil | Copa do Brasil | Copa do Brasil | Totale   | Totale | Totale      | Totale     |
| Giocatore        | Presenze    | Reti        | Ammonizioni | Espulsioni  | Presenze  | Reti      | Ammonizioni | Espulsioni | Presenze          | Reti              | Ammonizioni       | Espulsioni        | Presenze       | Reti           | Ammonizioni    | Espulsioni     | Presenze | Reti   | Ammonizioni | Espulsioni |
| ---------------- | ----------- | ----------- | ----------- | ----------- | --------- | --------- | ----------- | ---------- | ----------------- | ----------------- | ----------------- | ----------------- | -------------- | -------------- | -------------- | -------------- | -------- | ------ | ----------- | ---------- |
| Alex Santana     | 12          | 0           | 2           | 0           | 0         | 0         | 0           | 0          | 2                 | 0                 | 0                 | 0                 | 1              | 0              | 0              | 0              | 15       | 0      | 2           | 0          |
| André Ramalho    | 18          | 0           | 5           | 1           | 0         | 0         | 0           | 0          | 5                 | 0                 | 0                 | 0                 | 6              | 1              | 2              | 0              | 29       | 1      | 7           | 1          |
| Arthur Sousa     | 1           | 0           | 0           | 0           | 3         | 1         | 0           | 0          | 0                 | 0                 | 0                 | 0                 | 0              | 0              | 0              | 0              | 4        | 1      | 0           | 0          |
| Breno Bidon      | 29          | 0           | 4           | 0           | 1         | 0         | 1           | 0          | 9                 | 0                 | 1                 | 0                 | 5              | 1              | 0              | 0              | 44       | 1      | 6           | 0          |
| Cacá             | 26          | 4           | 4           | 1           | 0         | 0         | 0           | 0          | 9                 | 0                 | 1                 | 0                 | 4              | 2              | 2              | 0              | 39       | 6      | 7           | 1          |
| Caetano          | 5           | 0           | 2           | 1           | 9         | 0         | 2           | 1          | 0                 | 0                 | 0                 | 0                 | 1              | 0              | 0              | 0              | 15       | 0      | 4           | 2          |
| A. Carrillo      | 13          | 0           | 2           | 0           | 0         | 0         | 0           | 0          | 4                 | 0                 | 0                 | 0                 | 2              | 0              | 0              | 0              | 19       | 0      | 2           | 0          |
| Charles          | 13          | 1           | 4           | 0           | 0         | 0         | 0           | 0          | 6                 | 0                 | 1                 | 0                 | 5              | 0              | 1              | 0              | 24       | 1      | 6           | 0          |
| M. Depay         | 11          | 7           | 2           | 0           | 0         | 0         | 0           | 0          | 3                 | 0                 | 1                 | 0                 | 0              | 0              | 0              | 0              | 14       | 7      | 3           | 0          |
| Fagner           | 14          | 0           | 3           | 1           | 10        | 0         | 4           | 0          | 9                 | 0                 | 2                 | 0                 | 7              | 0              | 2              | 0              | 40       | 0      | 11          | 1          |
| R. Garro         | 36          | 10          | 8           | 0           | 6         | 1         | 0           | 0          | 11                | 3                 | 3                 | 0                 | 9              | 0              | 2              | 1              | 62       | 14     | 13          | 1          |
| Giovane          | 11          | 1           | 1           | 0           | 1         | 0         | 0           | 0          | 3                 | 1                 | 1                 | 0                 | 5              | 0              | 0              | 0              | 20       | 2      | 2           | 0          |
| Gustavo Henrique | 18          | 1           | 7           | 1           | 4         | 0         | 3           | 0          | 7                 | 0                 | 0                 | 0                 | 7              | 1              | 2              | 0              | 36       | 2      | 12          | 1          |
| H. Hernández     | 3           | 0           | 0           | 0           | 0         | 0         | 0           | 0          | 0                 | 0                 | 0                 | 0                 | 2              | 0              | 0              | 0              | 5        | 0      | 0           | 0          |
| Hugo             | 26          | 0           | 3           | 0           | 12        | 0         | 0           | 0          | 8                 | 0                 | 0                 | 0                 | 6              | 0              | 2              | 0              | 52       | 0      | 5           | 0          |
| Hugo Souza       | 22          | -23         | 3           | 0           | 0         | 0         | 0           | 0          | 6                 | -7                | 0                 | 0                 | 6              | -4             | 1              | 0              | 34       | -34    | 4           | 0          |
| Igor Coronado    | 30          | 1           | 5           | 0           | 1         | 0         | 0           | 0          | 8                 | 3                 | 0                 | 0                 | 6              | 0              | 0              | 0              | 45       | 4      | 5           | 0          |
| Kayke            | 2           | 0           | 0           | 0           | 1         | 0         | 0           | 0          | 0                 | 0                 | 0                 | 0                 | 0              | 0              | 0              | 0              | 3        | 0      | 0           | 0          |
| Léo Mana         | 5           | 0           | 1           | 0           | 3         | 0         | 1           | 0          | 0                 | 0                 | 0                 | 0                 | 1              | 0              | 1              | 0              | 9        | 0      | 3           | 0          |
| J. Martínez      | 11          | 0           | 5           | 1           | 0         | 0         | 0           | 0          | 4                 | 0                 | 0                 | 0                 | 3              | 0              | 1              | 0              | 18       | 0      | 6           | 1          |
| Matheus Araújo   | 4           | 0           | 0           | 0           | 6         | 0         | 0           | 0          | 1                 | 0                 | 0                 | 0                 | 1              | 0              | 0              | 0              | 12       | 0      | 0           | 0          |
| Matheus Bidu     | 23          | 2           | 3           | 0           | 0         | 0         | 0           | 0          | 5                 | 0                 | 1                 | 0                 | 4              | 0              | 0              | 0              | 32       | 2      | 4           | 0          |
| Matheus Donelli  | 7           | -12         | 0           | 0           | 0         | 0         | 0           | 0          | 0                 | 0                 | 0                 | 0                 | 0              | 0              | 0              | 0              | 7        | -12    | 0           | 0          |
| Matheuzinho      | 31          | 1           | 4           | 0           | 3         | 0         | 0           | 0          | 10                | 1                 | 1                 | 0                 | 7              | 0              | 4              | 0              | 51       | 2      | 9           | 0          |
| Maycon           | 2           | 0           | 1           | 0           | 10        | 2         | 2           | 0          | 0                 | 0                 | 0                 | 0                 | 1              | 0              | 0              | 0              | 13       | 2      | 3           | 0          |
| D. Palacios      | 0           | 0           | 0           | 0           | 1         | 0         | 0           | 0          | 0                 | 0                 | 0                 | 0                 | 0              | 0              | 0              | 0              | 1        | 0      | 0           | 0          |
| Pedro Henrique   | 12          | 1           | 1           | 0           | 4         | 0         | 1           | 0          | 7                 | 1                 | 0                 | 0                 | 4              | 0              | 2              | 0              | 27       | 2      | 4           | 0          |
| Pedro Raúl       | 18          | 0           | 2           | 0           | 4         | 1         | 3           | 0          | 5                 | 1                 | 1                 | 0                 | 3              | 1              | 0              | 0              | 30       | 3      | 6           | 0          |
| Raniele          | 33          | 0           | 8           | 0           | 11        | 0         | 1           | 0          | 6                 | 0                 | 1                 | 0                 | 7              | 0              | 3              | 1              | 57       | 0      | 13          | 1          |
| Á. Romero        | 28          | 5           | 6           | 0           | 11        | 3         | 4           | 0          | 10                | 3                 | 0                 | 0                 | 10             | 3              | 2              | 0              | 59       | 14     | 12          | 0          |
| Ryan             | 11          | 0           | 2           | 0           | 4         | 0         | 3           | 1          | 4                 | 0                 | 0                 | 0                 | 2              | 0              | 0              | 0              | 21       | 0      | 5           | 1          |
| Talles Magno     | 14          | 2           | 2           | 0           | 0         | 0         | 0           | 0          | 3                 | 1                 | 0                 | 0                 | 2              | 0              | 0              | 0              | 19       | 3      | 2           | 0          |
| F. Torres        | 22          | 0           | 3           | 0           | 11        | 0         | 0           | 0          | 10                | 0                 | 1                 | 0                 | 9              | 0              | 1              | 0              | 52       | 0      | 5           | 0          |
| Yago             | 0           | 0           | 0           | 0           | 2         | 0         | 0           | 0          | 0                 | 0                 | 0                 | 0                 | 0              | 0              | 0              | 0              | 2        | 0      | 0           | 0          |
| Yuri Alberto     | 29          | 15          | 6           | 1           | 11        | 5         | 1           | 0          | 10                | 10                | 1                 | 0                 | 7              | 2              | 0              | 0              | 57       | 32     | 8           | 1          |
| Biro             | 3           | 0           | 0           | 0           | 3         | 0         | 0           | 0          | 1                 | 0                 | 0                 | 0                 | 4              | 0              | 0              | 0              | 11       | 0      | 0           | 0          |
| Carlos Miguel    | 6           | -7          | 2           | 0           | 2         | -1        | 0           | 0          | 3                 | 0                 | 0                 | 0                 | 3              | -2             | 0              | 0              | 14       | -10    | 2           | 0          |
| Cássio           | 3           | -3          | 0           | 0           | 10        | -12       | 1           | 1          | 3                 | -2                | 0                 | 0                 | 1              | 0              | 0              | 0              | 17       | -17    | 1           | 1          |
| Gabriel Moscardo | 2           | 0           | 0           | 0           | 0         | 0         | 0           | 0          | 0                 | 0                 | 0                 | 0                 | 0              | 0              | 0              | 0              | 2        | 0      | 0           | 0          |
| Gustavo Mosquito | 10          | 1           | 1           | 0           | 11        | 0         | 0           | 0          | 2                 | 0                 | 0                 | 0                 | 3              | 0              | 0              | 0              | 26       | 1      | 1           | 0          |
| João Pedro       | 1           | 0           | 0           | 0           | 1         | 0         | 0           | 0          | 0                 | 0                 | 0                 | 0                 | 0              | 0              | 0              | 0              | 2        | 0      | 0           | 0          |
| Paulinho         | 6           | 0           | 0           | 0           | 0         | 0         | 0           | 0          | 4                 | 0                 | 1                 | 0                 | 2              | 0              | 0              | 0              | 12       | 0      | 1           | 0          |
| Raul Gustavo     | 1           | 0           | 0           | 0           | 4         | 0         | 1           | 0          | 1                 | 0                 | 0                 | 1                 | 0              | 0              | 0              | 0              | 6        | 0      | 1           | 1          |
| M. Rojas         | 0           | 0           | 0           | 0           | 9         | 0         | 1           | 0          | 0                 | 0                 | 0                 | 0                 | 1              | 0              | 0              | 0              | 10       | 0      | 1           | 0          |
| F. Vera          | 6           | 0           | 0           | 0           | 10        | 0         | 0           | 0          | 4                 | 1                 | 0                 | 0                 | 3              | 0              | 0              | 0              | 23       | 1      | 0           | 0          |
| Wesley           | 23          | 2           | 2           | 0           | 11        | 1         | 1           | 0          | 7                 | 1                 | 1                 | 0                 | 4              | 1              | 0              | 0              | 45       | 5      | 4           | 0          |